# Landa, Bollnäs kommun
Landa är en by i Bollnäs kommun i Hälsingland, vid Ljusnan i Segersta socken. Här fanns från 1861 till 1878 hästbanan Landabanan, en 1,9 kilometer lång 891 mm-järnväg ovanför Bergviken förbi Landaforsen.